# قن (كحلان عفار)

تعديل مصدري - تعديل

قن هي إحدى قرى عزلة كحلان بكحلان عفار التابعة لمحافظة حجة، وبلغ تعداد سكانها 136 نسمة حسب تعداد اليمن لعام 2004.